# Brășten, Smolean
Brășten (în bulgară Бръщен) este un sat în comuna Dospat, regiunea Smolean,  Bulgaria. 

## Demografie
Componența etnică a satului Brășten
     Bulgari (66,04%)
     Nicio identificare (16,39%)
     Altele (17,55%)
La recensământul din 2011, populația satului Brășten era de 860 locuitori. Din punct de vedere etnic, majoritatea locuitorilor (66,04%) erau bulgari. Pentru 16,39% din locuitori nu este cunoscută apartenența etnică.